# Bernd Schneider (pilota automobilistico)
Bernd Robert Schneider (Sankt Ingbert, 20 luglio 1964) è un ex pilota automobilistico tedesco, sei volte vincitore del campionato DTM.

## Carriera

### Kart (1976 - 1983)
Appartenente ad una famiglia attiva nell'automobilismo, Schneider cominciò a correre con i kart nel 1976, giungendo terzo nel Campionato tedesco Junior di kart. Nel 1979 vinse il Campionato Junior tedesco, chiudendo quinto quello mondiale, mentre l'anno successivo si aggiudicò entrambi i titoli. Passato alla categoria senior, nel 1982 vinse il titolo europeo di Formula A.

### Formule minori (1984 - 1987)
Nel 1984 Schneider passò alle corse in monoposto, prendendo parte al Campionato tedesco di Formula Ford 1600 e conquistando il secondo posto in classifica generale. L'anno successivo il pilota tedesco chiuse rispettivamente quarto e quinto nei campionati tedesco ed europeo di Formula Ford 2000, mentre nel 1986, passato alla Formula 3, ottenne il terzo posto a pari merito nel Campionato tedesco, che vinse nel 1987 conquistando ben sette vittorie su otto gare e 140 punti contro i 98 del rivale più vicino, Joachim Winkelhock. Sempre nel 1987 Schneider conquistò la pole position e la terza posizione in gara nel prestigioso Gran Premio di Macao
Nel 1986 Schneider aveva anche cominciato a dedicarsi alle competizioni su vetture turismo, prendendo parte a due gare del DTM alla guida di una Ford Sierra; il pilota tedesco ripeté l'esperienza l'anno successivo, partecipando a sette appuntamenti e chiudendo il campionato in quindicesima posizione, con 56 punti.

### Formula 1 (1988 - 1990)
Gli ottimi risultati in Formula 3 valsero a Schneider l'ingaggio della scuderia tedesca Zakspeed per il Campionato mondiale di Formula 1 1988. La vettura, equipaggiata con un motore turbo costruito in casa dalla stessa scuderia, si dimostrò però molto poco competitiva e Schneider riuscì a qualificarsi solo al quarto tentativo, in Messico. Qui il pilota tedesco ottenne una buona quindicesima posizione in griglia, dovendosi però ritirare dopo sedici tornate per un problema tecnico. Nel prosieguo della stagione Schneider riuscì a qualificarsi per la gara in altre cinque occasioni, vedendo il traguardo solo nel Gran Premio di Germania, chiuso al dodicesimo posto; nel Gran Premio del Belgio fu classificato tredicesimo ed ultimo perché, pur essendosi ritirato, aveva completato più del 90% della distanza di gara.
Nel 1989 Schneider rimase alla Zakspeed. Il bando dei motori turbo spinse la scuderia tedesca a rinunciare al propulsore costruito in proprio, affidandosi ad un V8 fornito dalla Yamaha. A causa degli scarsi risultati del Campionato precedente la Zakspeed fu costretta a prendere parte alle prequalifiche, ostacolo che divenne pressoché insuperabile a causa della scarsa competitività della vettura e dell'inaffidabilità del propulsore. Il pilota tedesco riuscì a passare le prequalifiche solo in due occasioni, nel Gran Premio d'apertura in Brasile e nel Gran Premio del Giappone, ritirandosi in entrambe le occasioni.
Nel 1990, dopo il ritiro dalla Formula 1 della Zakspeed, Schneider non fu in grado di trovare un posto fisso, limitandosi a sostituire Alex Caffi alla Arrows nel Gran Premio degli Stati Uniti (chiuso in dodicesima posizione) e nel Gran Premio di Spagna, nel quale non riuscì a qualificarsi.

### Prototipi e DTM (1990 - 1996)
Senza praticamente più sbocchi in Formula 1, nel 1990 Schneider passò a correre nell'Interserie con una Porsche 962CK6 del Team Kremer. Fu una stagione trionfale per il pilota tedesco, che vinse quattro delle cinque gare a cui prese parte (sulle sette totali) e conquistò il titolo. Sempre nel 1990 Schneider partecipò anche a 8 gare del Campionato Mondiale Sport Prototipi, con un quinto posto a Silverstone ed un quarto a Montreal come migliori risultati. L'anno successivo il pilota tedesco ripeté il successo nell'Interserie, stavolta con il Team Joest, con il quale gareggiò anche nella 24 Ore di Le Mans (ritirandosi) e nel Campionato IMSA, che chiuse con la nona posizione in classifica dopo aver conquistato il terzo posto nella 12 Ore di Sebring in equipaggio con Bob Wollek e Massimo Sigala.
Nel 1991 Schneider tornò a correre anche nel DTM, partecipando a sei gare con una Mercedes gestita dalla Zakspeed. Nel 1992 il pilota tedesco fu ingaggiato a tempo pieno dal team ufficiale AMG - Mercedes, conquistando il terzo posto in classifica generale e tre vittorie; prese parte anche a tre gare nel Campionato IMSA, con un quarto posto come miglior risultato. Nel 1993 e nel 1994 Schneider si dedicò al DTM a tempo pieno, chiudendo il campionato rispettivamente in terza e decima posizione.
Nel 1995 Schneider conquistò sia il titolo DTM sia il neonato campionato ITC (International Touring Car Championship); nel 1996, con la scomparsa del DTM, il pilota tedesco prese parte all'ITC, chiudendo in seconda posizione alle spalle di Manuel Reuter.

### FIA GT e 24 Ore di Le Mans (1997 - 1999)
Tuttavia, gli elevati costi della serie portarono alla sua chiusura e nel 1997 Schneider passò al Campionato FIA GT sempre con la Mercedes, vincendolo nonostante diversi cambiamenti di equipaggio durante la stagione. Nel 1998 il pilota tedesco continuò a correre nel FIA GT, stavolta in coppia fissa con Mark Webber: i due chiusero la stagione in seconda posizione, alle spalle di Ricardo Zonta e Klaus Ludwig.
Nel 1999 la AMG Mercedes concentrò i suoi sforzi nella partecipazione alla 24 Ore di Le Mans con un prototipo della classe LMP1; tuttavia il tentativo fallì clamorosamente dopo che per ben tre volte le vetture di Mark Webber e Peter Dumbreck si capottarono in pieno rettilineo, per via dell'esasperata configurazione aerodinamica del prototipo.

### Ritorno al DTM (2000 - 2008)

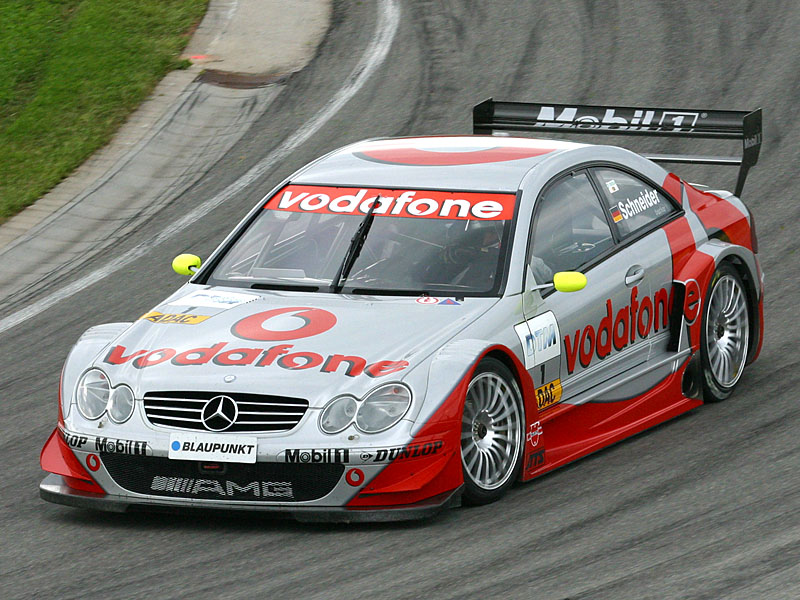
Schneider al volante della sua Mercedes al Sachsenring nel 2002

Nel 2000 Schneider passò a competere nel rinato DTM, sempre per il team ufficiale Mercedes. Il pilota tedesco dominò il campionato, conquistando sei vittorie e dodici podi in sedici gare. Nel 2001 Schneider confermò il titolo della stagione precedente, mentre nel 2002 fu battuto dal francese Laurent Aïello, chiudendo in seconda posizione nella classifica generale. L'anno dopo Schneider si riprese il titolo, vincendo due gare sulle dieci totali e conquistando 68 punti contro i 64 del rivale e compagno di squadra Christijan Albers.
Il 2004 e il 2005 furono più avari di soddisfazioni: in entrambe le stagioni Schneider conquistò un solo successo, chiudendo rispettivamente sesto e quarto in classifica generale. Nel 2006 invece il pilota tedesco colse il suo sesto titolo nel DTM: Schneider vinse le prime due gare della stagione e ottenne poi solo piazzamenti tra i primi cinque, battendo il rivale Bruno Spengler nonostante le quattro vittorie conquistate da quest'ultimo. Nel 2007 e nel 2008 il pilota tedesco chiuse in sesta posizione, vincendo una gara in entrambe le stagioni.
Al termine della stagione 2008 Schneider annunciò il suo ritiro dalle corse.

### Gare di durata
Ritornò alle competizioni solo per disputare alcune gare di durata, trionfando nella 24 Ore del Nürburgring del 2013.

## Risultati completi in F1
| 1988 | Scuderia | Vettura |    |    |    |     |    |    |     |    |    |    |    |     |    |    |     |     |  | Punti | Pos. |
| ---- | -------- | ------- | -- | -- | -- | --- | -- | -- | --- | -- | -- | -- | -- | --- | -- | -- | --- | --- |  | ----- | ---- |
| 1988 | Zakspeed | 881     | NQ | NQ | NQ | Rit | NQ | NQ | Rit | NQ | 12 | NQ | 13 | Rit | NQ | NQ | Rit | Rit |  | 0     |      |

| 1989 | Scuderia | Vettura |     |     |     |     |     |     |     |     |     |     |     |     |     |     |     |     |  | Punti | Pos. |
| ---- | -------- | ------- | --- | --- | --- | --- | --- | --- | --- | --- | --- | --- | --- | --- | --- | --- | --- | --- |  | ----- | ---- |
| 1989 | Zakspeed | 891     | Rit | NPQ | NPQ | NPQ | NPQ | NPQ | NPQ | NPQ | NPQ | NPQ | NPQ | NPQ | NPQ | NPQ | Rit | NPQ |  | 0     |      |

| 1990 | Scuderia | Vettura |    |  |  |  |  |  |  |  |  |  |  |  |  |    |  |  |  | Punti | Pos. |
| ---- | -------- | ------- | -- |  |  |  |  |  |  |  |  |  |  |  |  | -- |  |  |  | ----- | ---- |
| 1990 | Arrows   | A11B    | 12 |  |  |  |  |  |  |  |  |  |  |  |  | NQ |  |  |  | 0     |      |

| Legenda | 1º posto     | 2º posto | 3º posto    | A punti         | Senza punti/Non class.  | Grassetto – Pole position Corsivo – Giro più veloce |
| Legenda | Squalificato | Ritirato | Non partito | Non qualificato | Solo prove/Terzo pilota | Grassetto – Pole position Corsivo – Giro più veloce |

## Risultati completi in DTM

### 1986 - 1996
| Stagione   | Vettura     | 1         | 2         | 3          | 4         | 5         | 6        | 7        | 8         | 9       | 10        | 11        | 12        | 13        | 14        | 15        | 16        | 17        | 18        | 19         | 20        | 21        | 22        | 23        | 24        | 25      | 26      | Pos | Punti |
| ---------- | ----------- | --------- | --------- | ---------- | --------- | --------- | -------- | -------- | --------- | ------- | --------- | --------- | --------- | --------- | --------- | --------- | --------- | --------- | --------- | ---------- | --------- | --------- | --------- | --------- | --------- | ------- | ------- | --- | ----- |
| 1986       | Ford Sierra | ZOL       | HOC       | NUR        | AVUS      | MAI       | WUN      | NUR      | ZOL 14    | NUR 11  |           |           |           |           |           |           |           |           |           |            |           |           |           |           |           |         |         | 27º | 13    |
| 1987       | Ford Sierra | HOC 6     | ZOL 14    | NUR 2      | AVUS Rit  | MAI       | NOR 22   | NUR      | WUN 9     | DIE 9   | SAL       |           |           |           |           |           |           |           |           |            |           |           |           |           |           |         |         | 15º | 56    |
| 1988       | Ford Sierra | ZOL 1     | ZOL 2     | HOC 1      | HOC 2     | NUR 1     | NUR 2    | BRN 1    | BRN 2     | AVUS 1  | AVUS 2    | MAI 1     | MAI 2     | NUR 1     | NUR 2     | NOR 1 22  | NOR 2 10  | WUN 1     | WUN 2     | SAL 1      | SAL 2     | HUN 1     | HUN 2     | HOC 1     | HOC 2     |         |         | 38º | 9     |
| 1989       | Ford Sierra | ZOL 1     | ZOL 2     | HOC 1      | HOC 2     | NUR 1     | NUR 2    | MAI 1    | MAI 2     | AVUS 1  | AVUS 2    | NUR 1     | NUR 2     | NOR 1 18  | NOR 2     | HOC 1     | HOC 2     | DIE 1     | DIE 2     | NUR 1      | NUR 2     | HOC 1     | HOC 2     |           |           |         |         | 47º | 1     |
| 1991       | Mercedes    | ZOL 1     | ZOL 2     | HOC 1      | HOC 2     | NUR 1     | NUR 2    | AVUS 1   | AVUS 2    | WUN 1   | WUN 2     | NOR 1     | NOR 2     | DIE 1     | DIE 2     | NUR 1 11  | NUR 2 6   | SIN 1 23  | SIN 2     | HOC 1 10   | HOC 2 7   | BRN 1     | BRN 2     | DON 1 Rit | DON 2     |         |         | 15º | 26    |
| 1992       | Mercedes    | ZOL 1 5   | ZOL 2 Rit | NUR 1 10   | NUR 2 Rit | WUN 1 7   | WUN 2 4  | AVUS 1 3 | AVUS 2 1  | HOC 1 2 | HOC 2 Rit | NUR 1 4   | NUR 2 4   | NOR 1 Rit | NOR 2 4   | BRN 1 7   | BRN 2 Rit | DIE 1 2   | DIE 2 Rit | SIN 1      | SIN 2 1   | NUR 1     | NUR 2 3   | HOC 1 Rit | HOC 2 Rit |         |         | 3º  | 191   |
| 1993       | Mercedes    | ZOL 1 Rit | ZOL 2 9   | HOC 1      | HOC 2 1   | NUR 1 2   | NUR 2    | WUN 1 7  | WUN 2 6   | NUR 1 5 | NUR 2 5   | NOR 1 Rit | NOR 2 Rit | DON 1* 4  | DON 2* 3  | DIE 1 2   | DIE 2 6   | SIN 1 2   | SIN 2 1   | AVUS 1 3   | AVUS 2 23 | HOC 1 Rit | HOC 2 6   |           |           |         |         | 3º  | 172   |
| 1994       | Mercedes    | ZOL 1 19  | ZOL 2     | HOC 1 Rit  | HOC 2 Rit | NUR 1 Rit | NUR 2 16 | MUG 1* 5 | MUG 2* 2  | NUR 1 3 | NUR 2 18  | NOR 1 Rit | NOR 2 Rit | DON 1* 2  | DON 2* SQ | DIE 1 Rit | DIE 2 1   | NUR 1 3   | NUR 2 18  | AVUS 1 Rit | AVUS 2    | SIN 1 9   | SIN 2 5   | HOC 1 3   | HOC 2 1   |         |         | 10º | 86    |
| 1995 (DTM) | Mercedes    | HOC 1     | HOC 2 1   | AVUS 1 Rit | AVUS 2 11 | NOR 1 4   | NOR 2 1  | DIE 1 7  | DIE 2 6   | NUR 1   | NUR 2 1   | SIN 1 6   | SIN 1 3   | HOC 1 Rit | HOC 2 13  |           |           |           |           |            |           |           |           |           |           |         |         | 1º  | 138   |
| 1995 (ITC) | Mercedes    | MUG 1     | MUG 2 3   | HEL 1 5    | HEL 2 Rit | DON 1     | DON 2 1  | EST 1    | EST 2     | MAG 1   | MAG 2 1   |           |           |           |           |           |           |           |           |            |           |           |           |           |           |         |         | 1º  | 155   |
| 1996 (ITC) | Mercedes    | HOC 1 5   | HOC 2     | NUR 1 4    | NUR 2 6   | EST 1 11  | EST 2 12 | HEL 1 16 | HEL 2 Rit | NOR 1 9 | NOR 2 6   | DIE 1     | DIE 2 1   | SIL 1 5   | SIL 2 16  | NUR 1 2   | NUR 2     | MAG 1 Rit | MAG 2 8   | MUG 1 2    | MUG 2 1   | HOC 1 14  | HOC 2 Rit | INT 1 5   | INT 2 14  | SUZ 1 3 | SUZ 2 1 | 2º  | 205   |

* Gare non valide per il Campionato DTM.

### 2000 - 2008
(legenda) (Le gare in grassetto indicano la pole position, quelle in corsivo il giro più veloce)
| Stagione | Vettura  | 1       | 2        | 3       | 4        | 5       | 6       | 7       | 8       | 9        | 10      | 11      | 12      | 13      | 14      | 15      | 16      | 17      | 18        | Pos | Punti |
| -------- | -------- | ------- | -------- | ------- | -------- | ------- | ------- | ------- | ------- | -------- | ------- | ------- | ------- | ------- | ------- | ------- | ------- | ------- | --------- | --- | ----- |
| 2000     | Mercedes | HOC 1   | HOC 2 1  | OSC 1 3 | OSC 2 12 | NOR 1 4 | NOR 2 1 | SAC 1 3 | SAC 2 3 | NÜR 1    | NÜR 2 1 | LAU 1 C | LAU 2 C | OSC 1 2 | OSC 2 1 | NÜR 1 2 | NÜR 2 4 | HOC 1 2 | HOC 2 Rit | 1º  | 221   |
| 2001     | Mercedes | HOC1 1  | NÜR1 2   | OSC 2   | SAC 1    | NOR 2   | LAU 2   | NÜR2 6  | A1R 1   | ZAN 3    | HOC2 3  |         |         |         |         |         |         |         |           | 1º  | 161   |
| 2002     | Mercedes | HOC1 4  | ZOL 3    | DON 12  | SAC 2    | NOR 2   | LAU 1   | NÜR 3   | A1R 2   | ZAN 2    | HOC2 1  |         |         |         |         |         |         |         |           | 2º  | 64    |
| 2003     | Mercedes | HOC1 1  | ADR 5    | NÜR1 4  | LAU 1    | NOR 3   | DON 2   | NÜR2 3  | A1R 2   | ZAN 2    | HOC2 6  |         |         |         |         |         |         |         |           | 1º  | 68    |
| 2004     | Mercedes | HOC1 17 | EST 5    | ADR 11  | LAU 3    | NOR 3   | SHA1 2  | NÜR 3   | OSC Rit | ZAN 5    | BRN 10  | HOC2 1  |         |         |         |         |         |         |           | 6º  | 36    |
| 2005     | Mercedes | HOC1 3  | LAU1 Rit | SPA Rit | BRN Rit  | OSC 4   | NOR 10  | NÜR 5   | ZAN 8   | LAU2 Rit | IST 3   | HOC2 1  |         |         |         |         |         |         |           | 4º  | 32    |
| 2006     | Mercedes | HOC1 1  | LAU 1    | OSC 5   | BRH 3    | NOR 2   | NÜR 2   | ZAN 2   | CAT 2   | BUG 5    | HOC2 4  |         |         |         |         |         |         |         |           | 1º  | 71    |
| 2007     | Mercedes | HOC1 7  | OSC 6    | LAU 4   | BRH 1    | NOR 2   | MUG 11  | ZAN 12  | NÜR 7   | CAT Rit  | HOC2 5  |         |         |         |         |         |         |         |           | 6º  | 31.5  |
| 2008     | Mercedes | HOC1 8  | OSC 12   | MUG 4   | LAU 7    | NOR 6   | ZAN 9   | NÜR 1   | BRH 9   | CAT 3    | BUG 5   | HOC2 6  |         |         |         |         |         |         |           | 6º  | 34    |

1 - Shanghai era una gara extra campionato.